# Jerko Rošin
Jerko Rošin (Split, 5. listopada 1942.) hrvatski je arhitekt, publicist, skladatelj i dječji pisac. 

## Karijera

### Arhitektura
Jerko Rošin diplomirao je 1967. godine na Arhitektonskom fakultetu u Zagrebu (prijašnji AGG) u razredu prof. Vladimira Turine, uz pozornost asistenata kolega Borisa Magaša, Mladena Vodičke, Srđana Šeferova i Branka Žnidareca. S njima je sudjelovao i u nekoliko natječajnih projekata, primjerice za sportski centar u Teheranu, u timu prof. Turine. 
Studij u Zagrebu značajno je oblikovao njegova arhitektonska creda o tome da se vrijednosti arhitekture nalaze u njenoj iskrenosti spram namjeni, odgovornosti spram korisniku, skromnosti u odnosu na vlastitu pretencioznost i respektu prema raspoloživom prostoru.
Zaslugom okolnosti Rošinovoga prvoga relevantnog zaposlenja u združenom poduzeću UNION-TURIST DALMACIJA, njegov stručni interes usmjeren je 1968. godine prema turističkoj izgradnji. Stečena iskustva, poput rada na planiranju turističke izgradnje te izradi programa za pojedine planirane investicije na prostoru od Zadra do Dubrovnika, bila su podloga za kasniji rad kao samostalnog projektanta na vlastitoj skrbi već od 1974. godine, pod krovom tvrtke iz Zagreba IPZ i prijateljskog mentorstva kolege Julija de Luce. Godine 1990. imenovan je za direktora i odgovornog projektanta u “KOTEKS INŽENJERINGU”, a 1993. osniva projektni biro „Studio R“, u kojem radi kao projektant, voditelj projekta te koordinator projekta. 
Rošin je u 40 godina profesionalne karijere projektirao više od 700 naslova, u opsegu koji obuhvaća vrlo različite projektne zadatke, uključivo sve vrste turističkih i stambenih objekata, razne industrijske pogone, zgrade zdravstvene namjene, kazalište, koncertne dvorane, izložbene prostore, biblioteke, groblja, kockarnice, poštanske zgrade, objekte socijalnih ustanova, sportske objekte,… Autor je i velikog broja urbanističkih planova različitih razina planiranja, kao i projektnih programa. Veliki broj, gotovo 70%, njegovih projekata je i realiziran.
Glavni je projektant Hipodroma Sinj uz ing. građ. Jakova Ivaniševića.
Svoja znanja i sposobnosti Rošin usavršava jednim dijelom kroz dodatno školovanje na tematskim postdiplomskim studijima i specijaliziranim staževima (staž o Razvoju francuskoga sredozemnog turizma 1973. godine; postdiplomski studij Zaštita i revitalizacija graditeljskog naslijeđa, 1976/77. godine), a drugim, na studijskim putovanjima svim nastanjenim kontinentima, proučavajući turističke i stambene tematike, kao i one urbanističkog karaktera i kulture življenja. 
Profesionalno je angažiran i kao Tajnik Društva arhitekata Splita, 1970. – 1972. godine, predsjednik urbanističkog društva općine Split, 1978 - 1981. godine, te predsjednik Savjeta za prostorno planiranje pri Vladi Republike Hrvatske, od 2004. godine. Godine 2006. izabran je za docenta na studiju arhitekture pri Sveučilištu u Splitu.

### Publicistika
Osim što često sudjeluje i na tematskim stručnim kongresima, simpozijima, seminarima, kolokvijima, okruglim stolovima te općenito u mnogim znanstvenim raspravama, Jerko Rošin je autor stručnih napisa, objavljenih i u znanstvenim emisijama 3. programa Hrvatskog radija, te i u gotovo svim hrvatskim tiskovinama. 
Svoja razmatranja o arhitekturi ali i o prostornoj te životnoj kulturi uopće, objavljivao je i u tjednoj kolumni „Što mi bi“, u listu Slobodna Dalmacija, od 2001. do 2006. godine, publicirao ih i kao 3 knjige.

### Skladateljski rad
Istodobno kada maturira na Klasičnoj gimnaziji u Splitu, Rošin završava nižu glazbenu školu «Josipa Hatzea» (6 godina) učeći klavir kod prof. Senjanović. Pjevati počinje krajem 1959. godine na maturalnim zabavama u Splitu te Prvom pljesku, na kojem osvaja prvu nagradu. Repertoar s kojim nastupa, u početku sadrži uglavnom talijanske kancone sa San Rema, a kasnije, skladbe engleskih i američkih popularnih pjevača s osloncem na radio-Luxemburg. Član je KUD-a Mozaik, gotovo od njegova osnutka, u sekciji pjevača, a kao član tria DO-RE-MI (uz Zlatana Račića i Ratka Baturinu) sudjeluje i u estradnoj grupi Radio Splita (sastav M. Čović, E. Radosavljević, Čaplinski, I. Bašić, Đ. Srbljenović, J. Biskupović, Vasić, I. Mosetig), uz vokalne soliste M. Šinković, G. Munitić, I. Čović, Vasić i nekoliko glumaca. Nastupa i na nekim revijalnim programima KUD-a Mozaik pod vodstvom Miće Brajevića (uz baletne plesače iz škole Ane Roje i Oskara Harmoša). Prijateljevao je sa Zdenkom Runjićem, još od prvog razreda pučke škole, pružajući mu "glazbeno-notalnu" podršku u početku njegovog skladateljskog rada, te kao "školovani korepetitor" nekih splitskih pjevača. U to vrijeme sklada male "ozbiljne" komade za klavir. 
Kao student Arhitektonskog fakulteta u Zagrebu u svibnju 1962. godine sudjeluje na prvom Studentskom festivalu kao autor dviju skladbi: AGG-blues, s kojom, uz interpretaciju Ljiljane Petrović, osvaja i nagradu publike, dok Akademski probisvjet, na tekst Drage Britvića, u interpretaciji tria TI-VI-DI ostaje bez nagrade. Češće besplatno nego li honoraran nastupa po zagrebačkim plesnjacima, poput Barake medicinara, Tvrtkove, Studentskog centra, kavane Neboder i Glazbenog zavoda, uz više i manje poznate instrumentaliste i druge pjevače, a iznimno i u Varieteu. I nadalje surađuje sa splitskim Mozaikom pjevajući na koncertima i Prvom pljesku kao gost, te na plesnjacima, novogodišnjim priredbama, maturalnim večerima,..
Na Melodijama Jadrana 1964. godine sudjeluje sa skladbom Sutra u sedam, (na vlastiti tekst, u izvedbama G. Novak/I. Krajač i A. Zubović/I. Robić), a na ljetnom Zagrebačkom festivalu 1965. godine, na Šalati, skladbom Jedno malo pismo (isto na vlastite stihove, a u izvedbi A. Štefok). Na Omladinskom festivalu u Subotici 1966. godine, Rošinova pjesma Odrasla si, na stihove Vane Kraljević i u interpretaciji I. Jakca,  osvaja II nagradu stručnog žirija i I publike. Godinu kasnije na istom festivalu, sa skladbom "Svi moji prijatelji" osvaja nagradu za najbolje stihove i III nagradu publike. 
Diplomiravši krajem 1967. godine vraća se u Split i prestaje s pjevanjem i sviranjem, ali nastavlja s povremenim skladanjem i pisanjem stihova te sudjelovanjem u glazbenom životu Splita u organizacijskom smislu. 
Međutim, godine 2000. izdaje zbirku pjesama za djecu «Čudnovate pjesmice» koje godinu dana kasnije, u suradnji s Jakšom Fiamengom, postaju libretom za dječji mjuzikl «Tuča na tanjuru», za koji Rošin sklada glazbu. «Čudnovate pjesmice» objavljene su u proširenom izdanju, uz popratni CD, godine 2005.
Jerko Rošin član je Društva hrvatskih skladatelja od 1966. godine.

## Nagrade i priznanja
- Uz brojna priznanja, Jerko Rošin dobitnik je godišnje hrvatske nagrade za arhitekturu Vladimir Nazor za projekt hotela “Kaktus” u Supetru na Braču, 1977. godine.
- Odlukom predsjednika Republike Hrvatske dr. Franje Tuđmana, odlikovan je Redom Danice Hrvatske s likom Marka Marulića, 1997. god.
- Godine 1996. imenovan je za Počasnog konzula Kraljevine Španjolske u Splitu i 2005. godine, odlukom kralja Španjolske Ivana Karla I., odlikovan Ordenom Zasluga za narod.

1. ↑  Jure Marasović: Hipodrom Sinj ferata.hr Preuzeto 11. srpnja 2025.